# 竺可桢故居
竺可桢故居位于中国浙江省绍兴市上虞区东关街道建东西路南侧（原绍兴县东关镇大木桥头，1954年8月划属上虞县），坐南朝北，为建于晚清的砖木结构建筑，由门屋、东厢楼和披屋组成，均为穿斗式结构，其中东厢楼上层为竺可桢出生地，1989年10月修复后辟为竺可桢生平事迹陈列室。